# Mahajanga
Mahajanga (eller Majunga) er en by i den nordlige del af Madagaskar, med et indbyggertal (pr. 2001) på cirka 135.000. Byen ligger ved Bombetokevigen, ca. 360 km nord for hovedstaden Antananarivo. Den er hovedstad i regionen Boeny, og var frem til 2009 provinshovedstad i Mahajanga-provinsen. 
Mahajanga er et handelscentrum og har en vigtig havn. Byen har også en omfattende levnesmidelindustri. Den blev grundlagt af arabere omkring år 1700.